# Neotatea duidae
Neotatea duidae là một loài thực vật có hoa trong họ Calophyllaceae. Loài này được (Kobuski & Steyerm.) P.F.Stevens & A.L.Weitzman mô tả khoa học đầu tiên năm 1997.